# Сеник Олексій Ілліч
Оле́кса Се́ник  (псевд.: Запорізький і Павло Байда; *12 серпня 1909, Миролюбівка, нині: Запорізької області —†20 травня 1968, Сірак'юс, США) — український письменник, поет, драматург, байкар.
Закінчив Запорізький педагогічний інститут. Емігрував, перебував у Авсбурзі. Емігрував до США, закінчив славістичні студії у Сіракузькому університеті (США). Автор драматичних творів «Марко Отава» (1942), «Швайцарський пашпорт» (1946), «Граніт»
(1947), гумористичних «Мати помирила» (1946).

## Дитинство і юність Олекси Сеника
Щоб уквітчав чоло смарагд мого вінця, Пройти потрібно від початку до кінця Тернисту путь. Олекса Запорізький
Цей епіграф точно передає життєвий шлях його автора, українського поета і байкаря Олексія Ілліча Сеника (1909—1968 рр.), відомішого під псевдонімом Олекса Запорізький. Олексій Ілліч Сеник народився 12 серпня 1909 року в селі Миролюбівка Вільнянського району Запорізької області у селянській сім'ї. Доля його склалася таким чином, що він майже незнаний у своєму рідному краї. Батька — Іллю Сеника — майже не пам'ятав: той загинув в складі Російської Імператорської Армії під час Першої Світової війни. Дитинство і юність хлопця минули під суворим наглядом діда Трохима та лагідної доброї бабусі, в яких залишився жити після того, як мати вдруге вийшла заміж. Пізніше письменник свідчитиме у своїй коротенькій «Автобіографії»: «Я народився і виростав у селянській сім'ї, де все було підпорядковане неписаному, але твердому морально-етичному кодексові. За найменше переступлення того кодексу я був караний, ніяких поблажок у тім відношенні не було. Ця обставинна ще з дитячих років, мабуть, і виховала у мені почуття обов'язку і дисциплінованості. А барвиста українська природа, серед якої проходили мої дитячі роки, дуже рано розбудила і розвинула в мені естетичне відчуття і нахил до фантазування. Тим-то, коли я почав учитись, я став багато читати творів художньої літератури. Я прочитав майже все з української та російської літератури та дещо із світової. Мені здається, що читання творів красного письменства і було основним фактором у формуванні мого світогляду».
Самостійно підготувавшись до іспитів, п'ятнадцятирічний Олекса вступив до сільськогосподарської школи в Новомиколаївці. Навчався він добре. Особливо легко давалася математика. Тому одразу після закінчення школи юнак їде до Запоріжжя, де вступає до педагогічного інституту на фізико-математичний факультет. Але згодом закоханість у красне письменство бере гору, і Олекса переходить на мовно-літературний факультет, займається у літературному гуртку. Перші вірші Олекси Сеника з'явилися на початку 30-х років у газеті «Червоне Запоріжжя». 1 листопада 1931 року на літературній сторінці ВУСППу і «Молодняка» бачимо його вірш «Комсомольський комбайн», а через місяць серед творів запорізьких аматорів красного письменства надруковано вірш Сеника «Цегельня». Того ж року в Запоріжжі почав виходити журнал «Темпи». Вже в першому випуску вміщено вірш О.Сеника «Колгоспна веснянка». А в 1934 році газета «Червоне Запоріжжя» повідомляє про творчий вечір поета О.Сеника, автора першої книжки «Бої в долині». Після закінчення навчання у 1934 році він викладав на підготовчих курсах Запорізького авіатехнікума.

## Арешт і повернення зСибіру
2 квітня 1935 року був заарештований і (звинувачений в участі у контрреволюційному заколоті), (де й коли він відбувався в Запоріжжі?). Та не було нічого і в зародку схожого на «контрреволюційний заколот»! Олексу заарештували лише за те, що він був свідомим українцем, патріотом свого краю і народу) і запроторюють на три роки в Сибір. Повернувся він з каторги до рідного міста як із того світу. Повернувся наче чужим до чужого міста. Про це пізніше писатиме в поемі «Повернення». Лише через 20 років Постановою Президії Верховного Суду УРСР вирок О.Сенику буде скасовано. Справедливість буде відновлено — звичайно, в умовах тодішнього СРСРу, але… Підірване здоров'я Олексі Іллічу вже ніхто не поверне — сибірська каторга і зведе його в передчасну могилу ранню.
Повернувшись із табору, Олекса довго й безуспішно оббивав пороги різних установ — на роботу його ніде не брали. Не прописували (а без прописки яка робота?). Не було де жити (часто ночував на вокзалі чи в сквері на лавочці), колишні друзі од нього сахалися, як од прокаженого. Але, на щастя, не всі. (Бо не всі навіть у тих жахливих умовах тремтіли за власну шкуру!). Та й відмовлялися тоді не лише від приятелів — що там приятелі! Рідних батьків зрікалися! Але… На щастя, не всі. Один з його друзів-земляків — Грицько Мартиненко, який на той час займав відповідальну посаду, допоміг йому влаштуватися вчителем у Запоріжжі. І навіть — згодом — у відділі народної освіти. Ризикнув і, слава Богу, зійшло. Олекса Сеник був надійно прилаштований, мав де жити і з чого жити. Почав займатися літературною працею. Життя ніби потроху налагоджувалося, аж тут — війна.

## Літературна діяльність в роки Другої Світової війни
Невдовзі гітлерівці окупували Запоріжжя — Олекса Сеник опинився без роботи і, взагалі без будь-якої перспективи. Бідував і голодував страшенно. Навіть житло втратив, кочував по знайомих. Єдиною віддушиною, як і раніше, залишалася творчість. Попри все — писав. І навіть тоді — сам не відаючи як, — написав п'єсу «Марко Отава» (до того драматургічних творів він не писав). Почув, що в Дніпродзержинську на Дніпропетровщині за німецької влади запрацював театр. Це вже була хоч якась, примарна, але — надія. Поткнувся туди зі своїм драматургічним творінням. І раптом театр п'єсу прийняв — неймовірно! В Дніпродзержинську Олекса Ілліч одружується з Надією Жилко і в  липні 1942 року в нього народжується дочка Наталка. Народження дочки ще більше надихає його на творчість.
Початкуючий драматург землі під ногами не відчував — що там бідування-голодування, часом і старцювання та побирання — п'єсу прийняли! Репетиції промайнули швидко і невдовзі п'єса вигулькнула на кону! І мала великий успіх. Повний аншлаг! Люди голодуючи, продавали картоплю, аби придбати квиток. Успіх наростав, але… Вже після третьої вистави німці оговталися і п'єсу заборонили. (Добре, що хоч його та акторів не піддали репресіям, на які вони були дуже швидкі!) Та п'єса, що тричі побачила у Дніпродзержинську світло рампи і не принесла ані копійки автору (та він на гонорар і не претендував) і стала однією з причин, що згодом змусять драматурга евакуюватися на захід. Причин було кілька. По-перше, Олекса Сеник, відмучившись у Сибіру, вже не сприймав «совітську» дійсність, на власній шкурі відчувши всю її «справедливість» (та й розумів що за такої влади йому ніде буде докласти рук), а по-друге… За один лише факт постановки п'єси в окупованому німцями Дніпродзержинську (незважаючи навіть на те, що окупанти її заборонили) вже за радянськими мірками тягнув на кримінал, тож вдруге Сибіру йому не минути, а по-третє… Ще більший кримінал ховався у викривальному пафосі п'єси — вона була про Голодомор 1933 року в Україні, організований більшовицькою Москвою. А цього… Цього йому «совіти» ніколи не пробачать, тож «вишка» гарантована. Тема голодомору у всі роки більшовицького панування була суворо-пресуворо заборонена! Та його жінка Надія з малою Наталкою змушені залишитися в Дніпродзержинську. А Олексій ніби то зник безвісти. Після звільнення міста чекісти шукають Олексія Ілліча, намагаються розправилася з жінкою ворогу народу, а дитину забрати в дитячий будинок. Надія вимушена відректися від чоловіка ради спасіння доньки. Бідуючи вдвох вони пережили ці випробування. Надія також була вчителькою та працювала в будинку малюка, що дало їм змогу вижити. Але зі страху перед совєтами вона ніколи не розповідала доньці ким був її батько. Тільки вже в дев'яностих роках набагато пізніше після смерті  Олекси Ілііча Наталка дізналася про те, ким був її батько.

## Життя і творчість поета за кордоном
Олексій Ілліч Сеник — після всіх злигоднів і жорстоких пригод — опинився в Німеччині, в таборі для переміщених осіб, м. Аугсбург.
Згодом він одружується з дівчиною з України Надією Коваль і переїздить до Бразилії (1949—1961). Там він продовжує написання байок. Ще у Бразилії випускає збірник «Нові байки», які роблять йому ім'я. «Будь благословенна Куритиба (місто у Бразилії, де проживали Сеники — В. Ш.), що подарувала світові найкращого сучасного українського байкаря!» — пише Ярослав Славутич в листі від 29 вересня 1953 року до Сеника (Олекса Запорізький). І все ж, незважаючи на підірване здоров'я, посилено працював. Ще перебуваючи в Бразилії, в 1959 році видав другу авторську збірку «Нові байки». що складалася із 101 байки, гарною, а її автор, писалося далі, «зайняв визначне місце» на байкарській ниві.
1961 року О. І. Сеник дістався до США, де прожив 7 років. Скрізь терплячи нестатки, але постійно працюючи над удосконаленням своєї поетичної майстерності. Навчався у Сіракузькому університеті. Добре вчився. Написав дипломну роботу на українську тему: «Поетична творчість Василя Барки». Дуже добре захистив її. Здобув ступінь магістра. Та не міг він так скоро знайти працю — не вистачило в нього на це сили, уміння, та й був він, очевидно, вже хворий, бо якось збайдужів до всього…" Зрештою, побутові проблеми якось почали вирішуватися, до праці Олекса Ілліч став при Сіракузькому університеті… Помер байкар від невиліковуваної хвороби (пістряк, сиріч онкологія) на п'ятдесят восьмому році свого короткого життя, після тяжкої операції, що так і не порятувала його. Поховано байкаря на Бавнд-Бруку, де тоді ховали багато відомих на еміграції українців. І зосталися його байки.

### Творчий доробок
Сеник Олексій Ілліч автор драматичних творів «Марко Отава» (1942), «Швайцарський пашпорт» (1946), «Граніт» (1947), гумористичних «Мати помирила» (1946).